# Batalla de Sarmin
La batalla de Sarmin, también conocida como batalla de Tell Danith, fue un enfrentamiento militar ocurrido el 14 de septiembre de 1115 entre las tropas de los Estados cruzados, dirigidas por el regente de Antioquía Roger de Salerno y el conde Balduino II de Edesa, y las del Imperio selyúcida, acaudilladas por el gobernador de Hamadán Bursuq bin Bursuq. El encuentro, que tuvo lugar en las proximidades de la ciudad de Sarmin (Siria), se saldó con una victoria cruzada al tomar por sorpresa y poner en fuga a sus enemigos turcos.